# Baltic League 2007
Die Baltic League 2007 war die dritte Saison des Fußballwettbewerbs für baltische Vereinsmannschaften und die erste Saison nach der Neugründung. Sie fand zwischen dem 6. März 2007 und 3. November 2007 statt. Zum Sieger wurde im rein lettischen Finale Liepājas Metalurgs, die sich mit 3:1 und 5:1 gegen FK Ventspils durchsetzen konnten.

## Modus
An der Baltic League nahmen die jeweils vier bestplatzierten Teams der estnischen Meistriliiga, der lettischen Virslīga und der litauischen A Lyga teil. Das Turnier wurde in eine Gruppenphase und eine K.-o.-Phase unterteilt.
Die zwölf teilnehmenden Clubs wurden in vier Gruppen gelost. Drei Gruppen setzten sich aus je einem Erstplatzierten, einem Zweitplatzierten und einen Viertplatzierten der Ligen zusammen. In der vierten Gruppe spielten die drei Drittplatzierten Teams der jeweiligen Ligen. In der Gruppenphase spielte jeder gegen jeden in Hin- und Rückspiel.
Die vier Sieger und die vier Zweitplatzierten dieser Gruppenphase zogen ins Viertelfinale ein. Die Viertelfinals, die folgenden Halbfinals und das abschließende Finale wurden im K.-o.-Modus mit Hin- und Rückspiel ausgetragen, bei Torgleichheit entschied die Auswärtstorregel.

## Sportlicher Verlauf
Das Eröffnungsspiel absolvierten am 6. März 2007 die Teams von FC Flora Tallinn und Vėtra Vilnius sowie am gleichen Tag die Klubs von Ekranas Panevėžys und FC TVMK Tallinn. Erster Torschütze im Wettbewerb war Giedrius Tomkevièius, der für Ekranas Panevėžys zum 1:0 traf. Abgesehen von JK Trans Narva, die in Gruppe A waren, schieden alle estnischen Vereine bereits frühzeitig aus dem Turnier aus. Grund war jedoch auch, dass Narvas Gruppenkonkurrent FC Dinaburg an Spielmanipulation beteiligt war, so dass diese vom Wettbewerb ausgeschlossen wurden. Die torreichste Partie der Gruppenphase gab es am 22. Mai 2007 in Gruppe B, als sich FC TVMK Tallinn und Ekranas Panevėžys 3:3-Unentschieden trennten. Den deutlichsten Sieg der Gruppenspiele feierte Skonto Riga mit 4:0 gegen FC Flora Tallinn. Nach den Viertelfinalbegegnungen standen sich in den beiden Halbfinals jeweils ein litauischer und ein lettischer Verein gegenüber, wobei die sich die Vereine aus Lettland durchsetzen konnten. Im Finale standen sich dann Liepājas Metalurgs und FK Ventspils gegenüber. Durch ein 3:1 und 5:1 setzte sich Metalburgs klar durch und sicherte sich den Baltic-League-Cup. Großen Anteil am Erfolg seines Teams hatte dabei Ģirts Karlsons, den in beiden Endspielen insgesamt vier Treffer gelangen.

## Preisgelder
Alle Preisgelder sind in Euro angegeben.
- Gruppenphase
  - Qualifikation: 13.000 Euro (für alle Teilnehmer)
  - Sieg: 1.950 Euro
  - Unentschieden: 650 Euro
  - 1. und 2. Platz: 3.600 Euro
- Qualifikation für das Halbfinale: 3.600 Euro
- Finale
  - Sieg: 5.000 Euro
  - 2. Platz: 3.000 Euro

Alle Transport- sowie Unterbringungskosten der Teilnehmer wurden von der Baltic League getragen, das gesamte Budget inklusive Preisgelder betrug 710.000 Euro. Diejenigen Mannschaften aus den ersten Ligen Estlands, Lettlands und Litauens, welche sich nicht für den Wettbewerb qualifizieren konnten, erhielten eine Zahlung von jeweils 2.875 Euro.

## Gruppenphase

### Gruppe A
| Pl. | Verein         | Sp. | S | U | N | Tore    | Diff. | Punkte |
| --- | -------------- | --- | - | - | - | ------- | ----- | ------ |
| 1.  | FBK Kaunas     | 2   | 1 | 1 | 0 | 005:400 | +1    | 04     |
| 2.  | JK Trans Narva | 2   | 0 | 1 | 1 | 004:500 | −1    | 01     |
| 3.  | FC Dinaburg 1  | 0   | 0 | 0 | 0 | 000:000 | ±0    | 0      |

| 7. März 2007   |        |             |                                |
| FBK Kaunas     | 2:1    | Trans Narva | Sportima Sports Hall           |
| 14. März 2007  |        |             |                                |
| Trans Narva    | 02:0 2 | FC Dinaburg | Sportland Arena                |
| 18. März 2007  |        |             |                                |
| FC Dinaburg    | 0-:- 3 | FBK Kaunas  | Daugava-Stadion                |
| 1. April 2007  |        |             |                                |
| FBK Kaunas     | 0-:- 3 | FC Dinaburg | S.Dariaus-und-S.Girėno-Stadion |
| 11. April 2007 |        |             |                                |
| FC Dinaburg    | 0-:- 3 | Trans Narva | Daugava-Stadion                |
| 22. Mai 2007   |        |             |                                |
| Trans Narva    | 2:2    | FBK Kaunas  | Narva Kreenholmi Staadion      |

### Gruppe B
| Pl. | Verein            | Sp. | S | U | N | Tore    | Diff. | Punkte |
| --- | ----------------- | --- | - | - | - | ------- | ----- | ------ |
| 1.  | FK Ventspils      | 4   | 3 | 1 | 0 | 007:200 | +5    | 10     |
| 2.  | Ekranas Panevėžys | 4   | 1 | 2 | 1 | 005:700 | −2    | 05     |
| 3.  | FC TVMK Tallinn   | 4   | 0 | 1 | 3 | 006:900 | −3    | 01     |

| 6. März 2007      |     |                   |                                |
| Ekranas Panevėžys | 2:1 | TVMK Tallinn      | Sportima Sports Hall           |
| 13. März 2007     |     |                   |                                |
| TVMK Tallinn      | 0:1 | FK Ventspils      | Sportland Arena                |
| 17. März 2007     |     |                   |                                |
| FK Ventspils      | 3:0 | Ekranas Panevėžys | Ventspils Olimpiskais Stadions |
| 1. April 2007     |     |                   |                                |
| Ekranas Panevėžys | 3:0 | FK Ventspils      | Aukštaitija-Stadion            |
| 11. April 2007    |     |                   |                                |
| FK Ventspils      | 3:2 | TVMK Tallinn      | Ventspils Olimpiskais Stadions |
| 22. Mai 2007      |     |                   |                                |
| TVMK Tallinn      | 3:3 | Ekranas Panevėžys | Kadrioru staadion              |

### Gruppe C
| Pl. | Verein              | Sp. | S | U | N | Tore    | Diff. | Punkte |
| --- | ------------------- | --- | - | - | - | ------- | ----- | ------ |
| 1.  | Liepājas Metalurgs  | 4   | 2 | 2 | 0 | 006:300 | +3    | 08     |
| 2.  | Vilnius FK Žalgiris | 4   | 1 | 2 | 1 | 004:500 | −1    | 05     |
| 3.  | FC Levadia Tallinn  | 4   | 0 | 2 | 2 | 004:600 | −2    | 02     |

| 7. März 2007       |     |                    |                      |
| Levadia Tallinn    | 1:1 | Žalgiris Vilnius   | Sportland Arena      |
| 13. März 2007      |     |                    |                      |
| Liepājas Metalurgs | 1:1 | Levadia Tallinn    | Daugava-Stadion      |
| 17. März 2007      |     |                    |                      |
| Žalgiris Vilnius   | 0:0 | Liepājas Metalurgs | Sportima Sports Hall |
| 1. April 2007      |     |                    |                      |
| Liepājas Metalurgs | 3:1 | Žalgiris Vilnius   | Daugava-Stadion      |
| 11. April 2007     |     |                    |                      |
| Levadia Tallinn    | 1:2 | Liepājas Metalurgs | Kadrioru staadion    |
| 22. Mai 2007       |     |                    |                      |
| Žalgiris Vilnius   | 2:1 | Levadia Tallinn    | Žalgiris-Stadion     |

### Gruppe D
| Pl. | Verein           | Sp. | S | U | N | Tore    | Diff. | Punkte |
| --- | ---------------- | --- | - | - | - | ------- | ----- | ------ |
| 1.  | Skonto Riga      | 4   | 2 | 2 | 0 | 007:200 | +5    | 08     |
| 2.  | Vėtra Vilnius    | 4   | 1 | 2 | 1 | 005:300 | +2    | 05     |
| 3.  | FC Flora Tallinn | 4   | 1 | 0 | 3 | 001:800 | −7    | 03     |

| 6. März 2007   |     |               |                           |
| Flora Tallinn  | 0:3 | Vėtra Vilnius | Sportland Arena           |
| 14. März 2007  |     |               |                           |
| Skonto Riga    | 4:0 | Flora Tallinn | Ķeizarmežs Sports Complex |
| 18. März 2007  |     |               |                           |
| Vėtra Vilnius  | 1:1 | Skonto Riga   | Sportima Sports Hall      |
| 1. April 2007  |     |               |                           |
| Skonto Riga    | 1:1 | Vėtra Vilnius | Skonto-Stadion            |
| 11. April 2007 |     |               |                           |
| Flora Tallinn  | 0:1 | Skonto Riga   | A. Le Coq Arena           |
| 22. Mai 2007   |     |               |                           |
| Vėtra Vilnius  | 0:1 | Flora Tallinn | Vėtra-Stadion             |

## K.-o.-Runde

### Viertelfinale
Die Hinspiele im Viertelfinale wurden am 12. und 13. Juni ausgetragen, die Rückspiele am 4. Juli 2007.
|                     | Gesamt |                | Hinspiel | Rückspiel |
| ------------------- | ------ | -------------- | -------- | --------- |
| Vilnius FK Žalgiris | 02:10  | FBK Kaunas     | 1:9      | 1:1       |
| Ekranas Panevėžys   | 2:1    | Skonto Riga    | 2:1      | 0:0       |
| Vėtra Vilnius       | 2:4    | FK Ventspils   | 0:0      | 2:4       |
| Liepājas Metalurgs  | 5:3    | JK Trans Narva | 4:1      | 1:2       |

### Halbfinale
Die Hinspiele im Halbfinale wurden am 16. März ausgetragen, die Rückspiele am 23. und 26. März 2007.
|                    | Gesamt |                   | Hinspiel | Rückspiel |
| ------------------ | ------ | ----------------- | -------- | --------- |
| FBK Kaunas         | 0:1    | FK Ventspils      | 0:0      | 0:1       |
| Liepājas Metalurgs | 8:3    | Ekranas Panevėžys | 6:1      | 2:2       |

### Finale

#### Hinspiel
| FK Ventspils                                                   | FK Ventspils | Liepājas Metalurgs | Liepājas Metalurgs |
| -------------------------------------------------------------- | --- | --- | ------------------ |
| FK Ventspils                                                   | \| 8. November 2007 in Ventspils (Ventspils Olimpiskais Stadions) \| \| Ergebnis: 1:3 (0:2) \| \| Zuschauer: 250 \| \| Schiedsrichter: Kristo Tohver ( Estland) \| | \| 8. November 2007 in Ventspils (Ventspils Olimpiskais Stadions) \| \| Ergebnis: 1:3 (0:2) \| \| Zuschauer: 250 \| \| Schiedsrichter: Kristo Tohver ( Estland) \| | Liepājas Metalurgs |
| FK Ventspils                                                   | Andris Vaņins – Deniss Kačanovs, Jéan-Paul Ndeki, Saša Cilinšek (45. Aleksejs Soleičuks) – Zakhar Dubenskiy, Sergei Sangarejew, Surab Menteschaschwili, Mihails Ziziļevs – Vīts Rimkus (61. Kristaps Grebis), Igors Sļesarčuks, Andrejs Butriks (71. Vladimirs Koļesņičenko) Cheftrainer: Roman Grigorshuk ( Ukraine) | Viktors Spole – Oskars Kļava, Dzintars Zirnis, Antonio Ferreira, Deniss Ivanovs – Imants Bleidelis, Andrejs Rubins (72. Pāvels Surņins), Genādijs Soloņicins, Darius Miceika – Ģirts Karlsons, Vladimirs Kamešs (78. Andrejs Žuravļovs) Cheftrainer: Benjaminas Zelkevičius | Liepājas Metalurgs |
| FK Ventspils                                                   | 1:2 Kristaps Grebis (75.) | 0:1 Antonio Ferreira (3.) 0:2 Ģirts Karlsons (38.) 1:3 Genādijs Soloņicins (78.) | Liepājas Metalurgs |
| FK Ventspils                                                   | Zakhar Dubenskiy | Genādijs Soloņicins | Liepājas Metalurgs |
| 8. November 2007 in Ventspils (Ventspils Olimpiskais Stadions) | | |                    |
| Ergebnis: 1:3 (0:2)                                            | | |                    |
| Zuschauer: 250                                                 | | |                    |
| Schiedsrichter: Kristo Tohver ( Estland)                       | | |                    |

#### Rückspiel
| Liepājas Metalurgs                             | Liepājas Metalurgs | FK Ventspils | FK Ventspils |
| ---------------------------------------------- | --- | --- | ------------ |
| Liepājas Metalurgs                             | \| 11. November 2007 in Liepāja (Daugava-Stadion) \| \| Ergebnis: 5:1 (1:1) \| \| Zuschauer: 1.000 \| \| Schiedsrichter: Audrius Žuta ( Litauen) \| | \| 11. November 2007 in Liepāja (Daugava-Stadion) \| \| Ergebnis: 5:1 (1:1) \| \| Zuschauer: 1.000 \| \| Schiedsrichter: Audrius Žuta ( Litauen) \| | FK Ventspils |
| Liepājas Metalurgs                             | Viktors Spole – Oskars Kļava, Dzintars Zirnis (71. Pāvels Surņins), Antonio Ferreira, Deniss Ivanovs – Imants Bleidelis, Tomas Tamošauskas, Genādijs Soloņicins, Darius Miceika (46. Andrejs Rubins) – Ģirts Karlsons, Vladimirs Kamešs (71. Andrejs Žuravļovs) Cheftrainer: Benjaminas Zelkevičius | Andris Vaņins – Aleksejs Soleičuks (61. Artjoms Gončars), Igors Savčenkovs, Saša Cilinšek, Deniss Kačanovs – Sergei Sangarejew, Artis Lazdiņš – Aleksandr Misikov (46. Igors Sļesarčuks), Vladimirs Koļesņičenko, Kristaps Grebis (75. Surab Menteschaschwili), Andrejs Butriks Cheftrainer: Roman Grigorshuk ( Ukraine) | FK Ventspils |
| Liepājas Metalurgs                             | 1:0 Ģirts Karlsons (36.) 2:1 Genādijs Soloņicins (49.) 3:1 Ģirts Karlsons (66.) 4:1 Ģirts Karlsons (75.) 5:1 Deniss Ivanovs (78.) | 1:1 Igors Savčenkovs (41.) | FK Ventspils |
| 11. November 2007 in Liepāja (Daugava-Stadion) | | |              |
| Ergebnis: 5:1 (1:1)                            | | |              |
| Zuschauer: 1.000                               | | |              |
| Schiedsrichter: Audrius Žuta ( Litauen)        | | |              |

## Torschützenliste
| Rang | Name                    | Verein             | Tore |
| ---- | ----------------------- | ------------------ | ---- |
| 1    | Ģirts Karlsons          | Liepājas Metalurgs | 10   |
| 2    | Ričardas Beniušis       | FBK Kaunas         | 5    |
| 2    | Genādijs Soloņicins     | Liepājas Metalurgs | 5    |
| 4    | Mindaugas Kalonas       | Liepājas Metalurgs | 4    |
| 4    | Serhiy Sernetskyi       | FK Ventspils       | 4    |
| 4    | Aleksandr Dubõkin       | JK Trans Narva     | 3    |
| 4    | Mindaugas Grigalevičius | FBK Kaunas         | 3    |
| 4    | Artur Ossipov           | FC TVMK Tallinn    | 3    |
| 4    | Vīts Rimkus             | FK Ventspils       | 3    |
| 4    | Egidijus Varnas         | Ekranas Panevėžys  | 3    |